# Jae Head
Jae Head (nascido em 19 de junho de 1996) é um ator estadunidense. Ele é mais conhecido por interpretar Sean Junior (SJ) Tuohy, filho de Sean e Leigh Anne Tuohy (interpretado por Tim McGraw e Sandra Bullock, respectivamente), no filme Um Sonho Possível.
Head ganhou popularidade como Bo Miller, um jovem rapaz amigo de Tim Riggins nas séries de TV Friday Night Lights. Depois, o criador Peter Berg colocou Head em seu filme Hancock, ao lado de Will Smith, Charlize Theron e Jason Bateman. Antes de Friday Night Lights, Jae apareceu em um episódio da CBS sitcom How I Met Your Mother e um episódio de MADtv. Em 2008 ele apareceu em um episódio de Law & Order: Special Victims Unit.

## Filmografia
1. The Blind Side (como SJ Tuohy)
2. Law & Order: Special Victims Unit (como Christopher Ryan em 1 episódio)
3. Hancock (como Aaron Embrey)
4. Friday Night Lights  (como Bo Miller em 5 episódios)
5. MADtv (como Jimmy em 1 episódio)
6. The Angriest Man in Suburbia (como Chuck Little)
7. How I Met Your Mother (como Leroy em "Purple Giraffe")